# PT-109 (торпедный катер)
PT-109 — торпедный катер (англ. Patrol Torpedo boat), ставший известным благодаря тому, что его экипажем командовал младший лейтенант Джон Кеннеди (впоследствии 35-й президент США). Катер принимал участие в боевых действиях в Тихом океане в течение Второй мировой войны.
PT-109, как и более 600 аналогичных катеров, относится к типу PT-103, выпускавшемуся с 1942 по 1945 год компанией Elco в Бейонне.
Киль PT-109 был заложен 4 марта 1942 года и спущен на воду 20 июня того же года. Катер был передан ВМФ США 10 июля и вооружён на Нью-йоркской военно-морской верфи в Бруклине. Катера, выпускаемые Elco, являлись самыми большими торпедными катерами, находившимися на вооружении США во время Второй мировой войны.

## Технические характеристики
Длина PT-109 составляла 24 метра, а масса без нагрузки — 40 тонн. Корпус состоял из двух слоёв красного дерева по 2,5 сантиметра каждый. Имея три 12-цилиндровых двигателя общей мощностью в 4500 л. с. (3360 кВт), PT-109 развивал максимальную скорость в 41 узел (76 км/ч).

## Столкновение с «Амагири»
PT-109, PT-162 и PT-169 получили приказ патрулировать район Соломоновых островов на случай, если там появятся японские суда.
Ночь 2 августа 1943 года была безлунной. PT-109 шёл на малом газу, используя только один двигатель для того, чтобы след за катером не был замечен японской авиацией. Около двух часов ночи, в проливе между островом Коломбангара и островом Гизо, команда заметила, что катер находится прямо по курсу японского эсминца «Амагири», возвращавшегося из Коломбангары в Рабаул, после выгрузки продовольствия и высадки 900 солдат. «Амагири» шёл без огней на довольно высокой скорости, от 23 до 40 узлов (43—74 км/ч), чтобы к рассвету достичь гавани назначения, избегая воздушного патруля Союзников.
У команды оставалось не более 10 секунд, чтобы разогнать катер, и избежать столкновения не удалось. От таранного удара в борт деревянный корпус PT-109 развалился пополам, горючее и боезапас взорвались. Из тринадцати членов экипажа сразу погибли двое, двое были сильно ранены и обгорели. Обгоревшего механика Патрика Мак-Махона и ещё двоих легко раненых Кеннеди, получивший травму спины, вытащил из воды на сохранявшую некоторое время плавучесть носовую часть катера, где разместились и остальные выжившие моряки. В течение последующих часов, до полного затопления носовой части, выжившие члены команды соорудили плоты для переправы раненых, уцелевших ценных вещей и оружия, после чего за четыре часа вплавь добрались до пустынного островка Касоло, находящегося в 3,5 милях (5,6 км) от места столкновения. Их маршрут проходил через места обитания акул и крокодилов, а сам остров находился на тот момент за линией фронта. Опытный пловец Кеннеди, несмотря на травму спины, тащил плот с обгоревшим механиком Мак-Махоном за лямки от спасательного жилета, которые зажимал в зубах. Спасательная операция заняла шесть дней, в течение которых выжившие перемещались на другие острова архипелага, где нашли запасы продовольствия с затонувшего японского корабля и лодку. Туземцы передали через линию фронта сообщение Кеннеди на ближайшую базу торпедных катеров. Все одиннадцать человек были спасены с острова Оласана экипажем катера PT-157 (командир Уильям Либенау) и после лечения вернулись в строй. Кеннеди до конца жизни страдал от последствий своей травмы.
Примерные координаты места столкновения — 8°03′ ю. ш. 156°56′ в. д..

## Обнаружение
Обломки PT-109 были обнаружены в мае 2002 года на глубине 1200 футов (370 м), когда экспедиция Национального географического общества во главе с Робертом Баллардом обнаружила торпедный аппарат из обломков, соответствующий описанию и местоположению судна Кеннеди. Лодка была идентифицирована Дейлом Риддером, экспертом по оружию и взрывчатым веществам в Группе морской криминалистики США.
Кормовая часть не была найдена, но поиск с использованием дистанционных транспортных средств обнаружил носовую часть, которая дрейфовала к югу от места столкновения. Большая часть наполовину погребенных обломков и могил была оставлена нетронутой в соответствии с политикой флота. Макс Кеннеди, племянник Джона Кеннеди, который присоединился к Балларду в экспедиции, подарил бюст Джона Кеннеди островитянам, которые нашли Кеннеди и его команду.
National Geographic выпустила специальный выпуск под названием "Поиск PT 109 Кеннеди". Кроме того, были выпущены DVD-диск и книга.

## РT-109 и американо-японские отношения
Через девять лет после потопления PT-109 представитель США Джон Кеннеди, участвуя в гонке за Сенат, поручил своим сотрудникам найти Кохэя Ханами, командира японского эсминца "Амагири". Когда они нашли капитана Ханами, Кеннеди написал ему сердечное письмо 15 сентября 1952 года с пожеланиями удачи ему и долгосрочного мира между Японией и Соединенными Штатами. Они подружились, и впоследствии Ханами занялся политикой в 1954 году, будучи избран членом совета Шиокавы, а затем мэром в 1962 году. Ханами надеялся встретиться с Кеннеди во время его следующего визита в Японию, и хотя встреча так и не состоялась, Соединенные Штаты и Япония оставались близкими союзниками. Годы спустя Кэролайн Кеннеди приняла пост посла в Японии, занимая этот пост с ноября 2013 года по 18 января 2017 года, продолжая позитивные отношения с Японией, начатые её отцом после войны.
Когда Кеннеди баллотировался на пост президента в 1960 году, он встретился с Фудзио Онодзеки, японским морским офицером, который был на борту "Амагири", когда он столкнулся с PT-109, который дал ему карточку, подписанную другими офицерами с "Амагири".

## PT-109 в массовой культуре

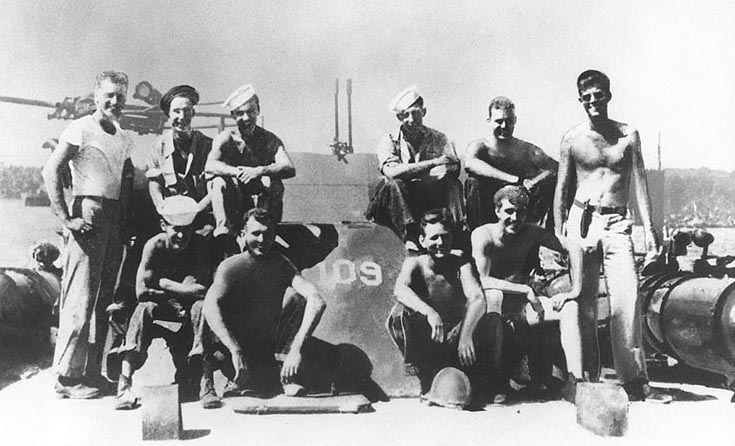
Джон Кеннеди (стоит справа) с командой катера PT-109

Во время выборной кампании 1960 года Джон Кеннеди дарил своим близким друзьям и ключевым сотрудникам зажимы для галстуков в виде катера PT-109. Копии этих зажимов до сих пор продаются публике Президентской библиотекой и музеем Джона Ф. Кеннеди в Бостоне, штат Массачусетс. Оригинальный флаг PT-109 теперь хранится в Библиотеке и музее Джона Ф. Кеннеди. История затопления PT-109 была показана в нескольких книгах и фильме 1963 года «PT −109» с Клиффом Робертсоном в главной роли. Отец Кеннеди, Джо Кеннеди-старший, принимал участие в производстве, финансировании, кастинге и написании сценария. В составе Элко было всего несколько 80-футовых PT-103. К тому времени существовали корпуса класса (ни один из которых не был в рабочем состоянии или не напоминал их внешний вид во время Второй мировой войны), аварийно-спасательные катера ВВС США были модифицированы, чтобы напоминать PT-109 и другие Elco PT в фильме. Вместо темно-зеленой краски, используемой катерами PT на Западном тихоокеанском театре военных действий во время Второй мировой войны, киноверсии были окрашены в тот же серый цвет, что и современные корабли ВМС США 1960-х годов.
Песня под названием «PT-109» Джимми Дина достигла № 8 в поп-музыке и № 3 в кантри-чартах в 1962 году, что сделало ее одной из самых успешных записей Дина. Из неё больше всего известна строка «the Jap destroyer in the night, cut the 109 in two».
Эрони Кумана назвал своего сына Джон Ф. Кеннеди. Позже остров Плам Пудинг был переименован в остров Кеннеди. Спор возник, когда правительство продало землю частному инвестору, который взимал плату за вход для туристов. PT-109 также был предметом игрушечных, пластиковых и радиоуправляемых моделей кораблей в 1960-х годах, знакомых мальчикам, которые выросли как беби-бумеры. В XXI веке он всё ещё пользуется некоторой популярностью в виде сборной модели в масштабе 1⁄72, выпускаемой компанией Revell. Hasbro также выпустила PT-109 edition фигурку Джона Ф. Кеннеди G.I. Joe, одетую в темно-синие хаки с миниатюрной версией знаменитой скорлупы кокосового ореха.
В двух эпизодах телесериала «Флот Макхейла» на тему Второй мировой войны, который начал выходить в эфир во время президентства Кеннеди, упоминаются PT-109 и его неназванный капитан из Массачусетса (чья речь и акцент подражают энсину Паркеру в одном эпизоде). В одном эпизоде капитан лодки является окончательным выбором, чтобы быть лицом тура по продаже облигаций конгрессвумен, а в другом капитан Бингемтон перечисляет капитана PT-109 как человека, который недавно получил повышение и которому он завидует.